# Hedwig Klausener

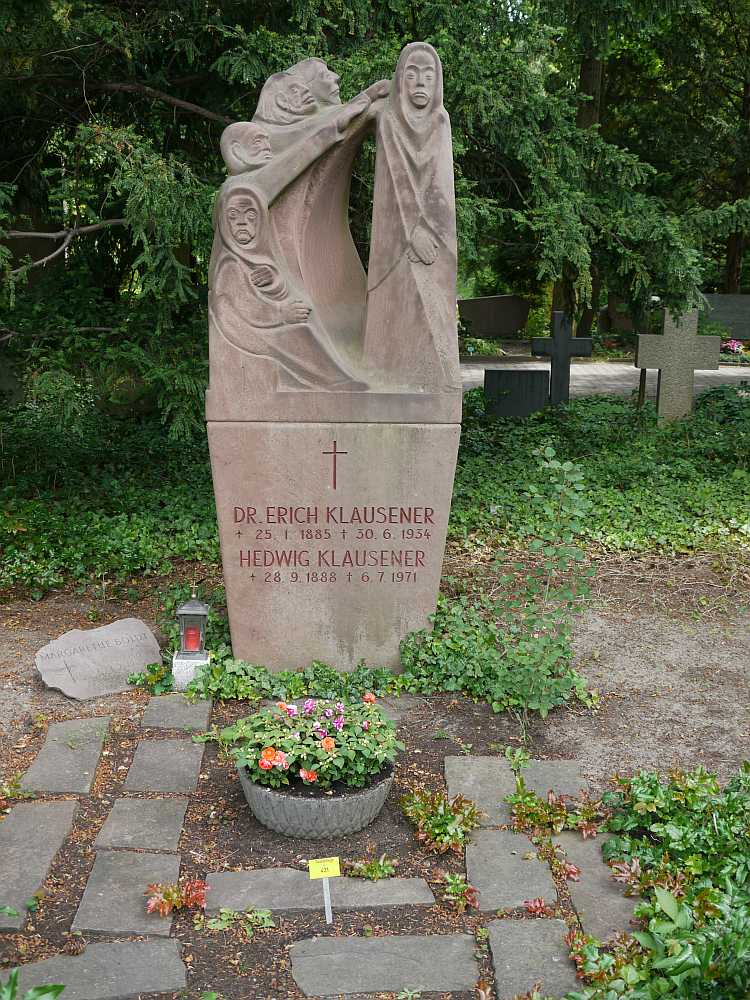
Grab von Erich und Hedwig Klausner auf dem Friedhof der St.-Matthias-Gemeinde Berlin-Schöneberg

Hedwig Klausener (* 29. September 1888 in Berlin; † 6. Juli 1971 ebenda) war eine ehrenamtliche deutsche Sozialarbeiterin. Sie war die Tochter des Botanikprofessors Leopold Kny und die Ehefrau des von den Nationalsozialisten im Amt ermordeten deutschen Juristen und Vertreter des deutschen politischen Katholizismus Erich Klausener (1885–1934). Ihr gemeinsamer Sohn war der spätere katholische Geistliche Erich Klausener jun.

## Leben und Werk
Hedwig Klausener heiratete 1914 Erich Klausener. Nach dessen Ermordung am 30. Juni 1934 wurde Hedwig Klausener karitativ tätig. Seit 1946 baute sie die Fürsorge für die weibliche Jugend in Berlin auf. Sie gründete das St.-Marien-Heim in Berlin. Hedwig Klausener wirkte als Vorsitzende des „Sozialdienstes Katholischer Frauen“ (SKF), Berlin. Sie war Mitbegründerin des Frauenausschusses der CDU Berlin. 1952 wurde sie als erste Frau Präsidentin eines deutschen Katholikentages (in Berlin). Sie sprach anlässlich dieses 75. deutschen Katholikentages im Berliner Olympiastadion vor mehr als 100.000 Menschen, viele davon aus der damaligen DDR.